# Maria Simma
 (août 2024).
Maria Simma (5 février 1915 - 16 mars 2004) était une mystique autrichienne qui, selon ses dires, pouvait communiquer avec les âmes du purgatoire.

## Biographie
Maria Agatha Simma est née le 5 février 1915 à Sonntag, environ 30 km à l'Est de Feldkirch, en Autriche. Deuxième enfant d'une famille modeste (son père a été gardien, sa mère employée de maison), elle a commencé à travailler très tôt comme nourrice ou femme de ménage.
Profondément religieuse, dès son plus jeune âge, Maria Simma suit les cours d'instruction religieuse avec assiduité, notamment auprès de Karl Fritz, le curé de sa paroisse.
Elle tente à trois reprises de devenir religieuse, mais aucun couvent ne l'accepte car elle était jugée d'une constitution physique trop fragile.
En 1947, à la mort de son père, elle occupe seule la maison familiale. Pour subvenir à ses besoins, elle réalise de petits travaux de jardinage et bénéficie de l'aide de certaines personnes bien intentionnées.
Elle est décédée le 16 mars 2004 à 89 ans,.

## Les âmes du purgatoire
En 1940, à 25 ans, Maria Simma dit trouver la vocation que Dieu lui aurait assignée : aider les âmes du purgatoire, avec lesquelles elle aurait le don d'entrer en contact. De quelques cas par an en 1940, ces contacts deviennent quasiment réguliers, de jour comme de nuit, en 1954. Elle indique que les âmes du purgatoire la solliciteraient directement, alors qu'elle est consciente, sans passer par des rêves ou des visions. D'après ses dires, elles veulent « qu'elle les aide à alléger et abréger leurs souffrances » pour « atteindre plus vite la céleste félicité ».
Son expérience extraordinaire a été décrite dans plusieurs livres,,. Cependant, des personnes l'ayant consultée ont pu lui faire croire qu'elle communiquait avec des âmes de personnes prétendument mortes, mais bel et bien vivantes. Une fois la supercherie révélée, Alphonse Matt, son directeur spirituel, lui a suggéré que c'était le diable qui s'était immiscé dans ses visions pour la tromper.[réf. nécessaire]
Dans le livre-entretien avec Nicky Eltz, Maria Simma précise les origines de sa relation avec les âmes du purgatoire :
« Il n'est pas permis d'invoquer les morts. C'est strictement interdit ! Personnellement, je ne les a jamais appelés, jamais je ne le fais et jamais je ne le ferai. C'est Jésus qui a permis cette expérience à travers sa mère. »
Elle affirme également qu'elle n'était pas la seule à avoir des contacts avec les âmes du Purgatoire :
« Des expériences comme la mienne, il y en a plusieurs, certaines célèbres, d'autres moins. Saint Padre Pio a souvent vu les âmes du Purgatoire, comme sainte Catherine de Gênes, saint Jean Bosco ou encore sainte Brigitte de Suède. »
Alphonse Matt fit construire une chapelle destinée aux âmes du purgatoire, à la demande de ces derniers selon ses dires. La chapelle fut construite à Sonntag, en Autriche. Elle fut bénie en mai 1959. Elle est depuis un lieu de pèlerinages et un mémorial des âmes du purgatoire ouvert à tous les pèlerins.